# Oldřich Sirovátka
Oldřich Sirovátka (8. září 1925 Teresva – 31. července 1992 Sádek) byl moravský[zdroj⁠?!] učitel, spisovatel, slovesný folklorista a etnograf.

## Životopis

### Rodina
Oldřich Sirovátka se narodil 8. září 1925 v Teresvě na Podkarpatské Rusi, kde jeho otec, bývalý legionář v Itálii, sloužil jako praporčík na četnické stanici. Obecnou školu navštěvoval již v Oslavanech, kam se rodina na počátku 30. let 20. století přestěhovala.
Jeho syn prof. Tomáš Sirovátka (1950) vyučuje sociologii na brněnské Masarykově univerzitě.

### Studium
V letech 1936–1944 studoval na reálném gymnáziu v Ivančicích. Po maturitě byl zaměstnán jako pomocný hornický dělník v oslavanském dole Kukla. Na Filozofické fakultě Masarykovy univerzity v Brně v letech 1945–1949 vystudoval kombinaci oborů filozofie, český jazyk a národopis, titul doktor filozofie zde získal o rok později prací Rým folklorního verše.
Titul kandidát historických věd mu byl udělen roku 1959 na základě kandidátské práce Písně a vyprávění horníků na Rosicko-Oslavansku. V roce 1966 se habilitoval prací Srovnávací folkloristika a česká lidová slovesnost, docentem pro obor srovnávací folkloristika byl jmenován roku 1967. Doktorem historických věd se stal roku 1991 prací Srovnávací studie o české lidové slovesnosti a v tomtéž roce byl rovněž jmenován profesorem národopisu na Filozofické fakultě MU v Brně.

### Profesní specializace
Oldřich Sirovátka svůj odborný zájem zasvětil slovesnému folkloru v celé šíři, nejen jeho nejrozsáhlejším žánrům, tedy textové části lidové písně a her lidového divadla, pohádce a pověsti. Pozornost věnoval i malým formám lidové slovesnosti, které jinak nestály v popředí dobového výzkumného trendu, např. spontánní pouliční nápisy, anekdoty či vzpomínková vyprávění ze života. Zároveň se jako jeden z prvních odborníků zasadil o percepci dělnické kultury i urbánní etnografie jako seriózní vědecké tematiky, nikoli pouze jako diktované tendenci společenskovědních oborů. Po roce 1968 nemohl zastávat vedoucí funkce výzkumných institucí, ani se zcela věnovat své dosavadní badatelské oblasti, a právě tehdy nalezl studijní potenciál triviální literatury a pokleslých literárních žánrů. Několik sbírek těchto textů také editorsky připravil k vydání.
Pro srovnávací studie využíval znalostí slovesného folkloru ve středoevropském kontextu, zejména materiál ve slovanských jazycích, také ovšem německý a maďarský. Nezajímal se jen o jednotlivé slovesné žánry a druhy, studoval mj. regionální i národní specifika, rovněž mezinárodně shodné znaky, způsoby interpretace, životnosti a variability folkloru i atmosféru při vypravěčských příležitostech.
Doposud nenahraditelnou učebnicí pro studenty a další zájemce o souhrnné informace k slovesnému folklóru zůstává jeho kniha Folklór a folkloristika vydaná v Bratislavě roku 1982. Příspěvky k teorii jednotlivých žánrů lidové slovesnosti publikoval v mnoha českých i zahraničních sbornících a monografiích. Jako spoluautor začasté spolupracoval s kolegy Milanem Leščákem nebo Martou Šrámkovou aj. Kompletní bibliografie Oldřicha Sirovátky byla zpracována redakcí Národopisné revue v roce 1993, kdy vyšla tiskem jako samostatná příručka; další bibliografii lze nalézt v internetovém Slovníku české literatury.
Během celoživotní kariéry Oldřich Sirovátka usiloval o popularizaci vědy články v regionálním tisku a také spoluprací s rozhlasem i televizí. Zastával vedoucí nebo členské funkce všech významných institucí pro studium etnografie a folkloristiky v Československu i v zahraničí, mj. Národopisné společnosti, ČSAV, Ústavu lidové kultury, Mezinárodního folkloristického festivalu ve Strážnici, International Society for Folk Narrative Research nebo také Société Internationale ď Etnologie et de Folklore. Mnoho let externě vyučoval na filozofické i pedagogické fakultě Masarykovy univerzity v Brně.

## Dílo
- Veselosti nikdy dosti: lidová vyprávění z Moravy – vybrali a k vydání připravili Karel Fojtík, Oldřich Sirovátka; kresby a obálka Vojtěch Štolfa. Brno: Krajské nakladatelství, 1956
- Pohádky z Moravy – pořídil výbor a napsal předmluvu. Praha: SNKLHU, 1959
- Byly časy, byly: lidové pověsti z Moravy – ilustroval Zdeněk Kudělka. Praha: SNDK, 1960
- Rosicko – Oslavansko: život a kultura lidu v kamenouhelném revíru – Karel Fojtík, Oldřich Sirovátka. Praha: Nakladatelství ČAV, 1961
- Na Veveří devět věží: pověsti z Brněnska – Eva Kilianová, Oldřich Sirovátka; ilustroval Alois Mikulka. Brno: Krajské nakladatelství, 1962
- Kdo nevěří, ať tam běží: pro nejmenší – z lidové poezie vybral Oldřich Sirovátka; barevné ilustrace Alois Mikulka. Praha: SNDK, 1963
- Zvonová studna – Eva Kilianová, Oldřich Sirovátka. Brno: Krajské nakladatelství, 1964
- Čarovné ovoce: lidové pohádky z Moravy – vyprávějí Eva Kilianová a Oldřich Sirovátka; Ilustroval Antonín Strnadel. Praha: SNDK, 1965
- Lidové balady na Slovácku – Uherské Hradiště: Slovácké muzeum, 1965
- Poslední permoník: české hornické pověsti: pro malé čtenáře – ilustroval Vladimír Brehovský. Praha: SNDK, 1965
- Česká lidová slovesnost a její mezinárodní vztahy – Praha: Academia, 1967
- Čertova tanečnice: pověsti ze západní Moravy – Eva Kilianová, Oldřich Sirovátka; ilustroval Martin Zezula. Brno: Blok, 1968
- Zlatý cop – polské pohádky; ilustroval Václav Sivko. Praha: Albatros, 1972
- Král moravských vodníků: pověsti z Horácka a Podhorácka – Eva Kilianová, Oldřich Sirovátka; Ilustroval Alois Mikulka. Brno: Blok, 1974
- Běžel z lesa zajíček: říkadla a pohádky se samými zvířátky – ilustroval Jindřich Kovařík.Praha: Albatros, 1975
- Lidové písně z Podluží: písně Jana Turečka z Tvrdonic v zápisech Františky Kyselkové – k vydání připravili a sestavili Karel Vetterl a Oldřich Sirovátka; fotografie Josef Klvaňa, Josef Šiller. Břeclav: Okresní kulturní středisko, 1975
- Státní hrad a zámek Boskovice: pro děti – Eva Kilianová, Oldřich Sirovátka; Ilustroval Miroslav Váša; kresby heraldických motivů: Karel Liška; kresby architektonických prvků: Vlasta Hýsková. Brno: Krajské středisko ... a ochrany přírody, 1978
- Jak čerti ukradli lidem smích – pohádky z Valašska; ilustroval Antonín Strnadel. Praha: Albatros, 1978
- Plný pytel pohádek: české pohádky – ilustroval Miloslav Jágr. Praha: Albatros, 1978
- Čarovná stolička: pohádky z Hané – Oldřich Sirovátka, Marta Šrámková, ilustrovala Anna Grmelová. Ostrava: Profil, 1979
- Folklór a folkloristika: (o l’udovej slovesnosti) – Milan Leščák, Oldřich Sirovátka. Bratislava: Smena, 1982
- Devětkrát les, třikrát ves: lidové pověsti z Hané – Oldřich Sirovátka, Marta Šrámková; ilustrovala. Anna Grmelová. Ostrava: Profil, 1982

- Lhářské pohádky – ilustroval Alois Mikula. Praha: Albatros, 1982
- Náš kraj: folklór, obyčeje, historie, nářečí a jména v tradici a současnosti družstevních vesnic Moravská Nová Ves, Hrušky, Týnec a Tvrdonice – František Studenka, Olga Hrabalová, Zdenka Jelínková, Jana Pospíšilová, Oldřich Sirovátka, Rudolf Šrámek, Marta Šrámková, Marta Toncrová, Antonín Verbík a Augustin Šik. Moravská Nová Ves: Brno: MVS, 1982
- Brněnské kolo a drak: pověsti z Brna – Marta Šrámková, Oldřich Sirovátka ; ilustroval Jiří Šindler.Brno: Blok, 1982
- Plný pytel pohádek: české pohádky – ilustroval Miloslav Jágr. Praha: Albatros, 1983
- České lidové balady – Marie Šrámková a Oldřich Sirovátka; ilustrace Zdeněk Mézl. Praha: Melantrich, 1983

- Moravské národní pohádky a pověsti: ze sbírek J. S. Menšíka, J. Pleskáče, K. Orla, J. Soukupa a V. Švédy – texty vybrali, předmluvu napsali, poznámkami, slovníčkem a mapou opatřili Oldřich Sirovátka a Marta Šrámková; k vydání připravila a jazykovou poznámku napsala Jarmila Víšková; ilustroval Jan Sládek. Praha: Odeon, 1983
- Ach, ta láska: průvodce po české brakové literatuře – ilustroval Miroslav Habr. Praha: Melantrich, 1984
- Pod Brněnským hradem: pověsti z Brna – Marta Šrámková, Oldřich Sirovátka; ilustroval Alois Mikulka. Brno: Blok, 1984
- Současná česká literatura a folklór – Praha: Academia, 1988
- Šest černých kohoutů: pohádky a pověsti z Velkých Karlovic – Oldřich Sirovátka, Marta Šrámková; Ilustrace Luděk Maňásek. Ostrava: Profil, 1988
- Živá voda: lidové pověsti z Čech, Moravy a Slezska – Oldřich Sirovátka a Marta Šrámková; ilustroval Jan Černý. Praha: Albatros, 1988
- Hořící kámen: 53 pohádky z Moravy a odjinud – Petr Denk, Beneš Method Kulda, František Lazecký, Jiří Mahen, Vojtěch Martínek, Oldřich Mikulášek, Alois Mikulka, Zuzana Nováková, Vladimír Pazourek, Hana Pražáková, Oldřich Sirovátka, Marta Šrámková, Antonín Zhoř; uspořádal Jaroslav Novák; ilustrovala Dagmar Berková; graficky upravil Jan Jordán. Brno: Blok, 1987
- Podluží v lidové písni – Olga Hrabalová, Jana Pospíšilová, Oldřich Sirovátka, Marta Šrámková, Marta Toncrová; recenzoval Andrej Sulitka. Brno: MVS, 1988
- Pohádky o pokladech – ilustrovala Lucie Dvořáková; grafická. úprava Lumír Ševčík. Praha: Albatros, 1988
- Brunclík a lev: české pověsti pro malé děti vypravuje Oldřich Sirovátka – ilustrovala Eva Mastníková ; grafická úprava Zbyněk Kočvar. Praha: Albatros, 1989
- Literatura na okraji – Praha: Československý spisovatel, 1990

- Měl tatíček, měl tři dcery: české a slovenské lidové balady; pro čtenáře od 10 let – přeložil ze slovenštiny; ilustroval Karel Beneš; grafická úprava Milan Grygar. Praha: Albatros, 1990
- Katalog českých lidových balad = Katalog der tschechischen Volksballaden – sestavili Marta Šrámková, Oldřich Sirovátka. Brno: Ústav slavistiky ČSAV, 1990
- Město pod Špilberkem: o lidové kultuře, tradicích a životě lidí v Brně a okolí – Oldřich Syrovátka a kolektiv. Brno: Doplněk, 1993
- Jak pluli Hanáci přes moře a další rozpustilé pohádky z Čech a Moravy – ilustroval Alois Mikulka; grafická úprava Vladimír Vimr. Praha: Knižní klub, 1994
- Srovnávací studie o české lidové slovesnosti – Brno: Ústav pro etnografii a folkloristiku AVČR, 1998
- Česká pohádka a pověst v lidové tradici a dětské literatuře – Brno: Ústav pro etnografii a folkloristiku AVČR, 1998
- Folkloristické studie – Brno: Etnologický ústav AVČR, 2002
- Lidové písně, pověsti a dětské hry z Boskovicka – Brno: Etnologický ústav AVČR, 2005
- Větře, černý větře, ty máš větší sílu nad mraky? – ilustrace Dora Lukášová. Brno: Barrister & Principal, 2018